# Старотукраново
Старотукраново (баш. Иҫке Туҡран) — деревня в Бураевском районе Республики Башкортостан Российской Федерации. Входит в состав Бадраковского сельсовета.

## География

### Географическое положение
Расстояние до:
- районного центра (Бураево): 19 км,
- центра сельсовета (Большебадраково): 13 км,
- ближайшей ж/д станции (Янаул): 94 км,
- столицы Республики Башкортостан (Уфа): 168 км.

## Население
| 2002 | 2009 | 2010 |
| ---- | ---- | ---- |
| 220  | ↘208 | ↘173 |

Согласно переписи 2002 года, преобладающая национальность — башкиры (99 %), тат.